# Aeolus (Schiff, 2014)
Die Aeolus ist ein Errichterschiff des niederländischen Unternehmens Van Oord. Das Schiff des Typs 187 wurde auf der Hamburger Sietas-Werft gebaut. Die Fertigstellung mit der Ausrüstung der vier 87 Meter langen Hubbeine aus Stahl erfolgte bis Juli 2014 bei der Lloyd-Werft in Bremerhaven. Bei dem Schiff handelt es sich um das erste und einzige auf einer deutschen Werft gebaute Errichterschiff für den Bau von Offshore-Windparks.

## Beschreibung
Die Sietas-Werft beteiligte sich früh an der Entwicklung und dem Entwurf von Errichterschiffen und erhielt im Dezember 2010 als erste deutsche Werft einen Auftrag für ein Errichterschiff der dritten Generation. Das Schiff ist eine Kombination aus Transportschiff, Kranschiff und Offshore-Plattform und wurde für das niederländische Wasserbauunternehmen Van Oord gebaut. Erstmals platzierte Van Oord den Auftrag im Dezember 2010 bei der Sietas-Werft, die diesen im Rahmen des Insolvenzverfahrens nicht abwickeln konnte. Nach erneuter Vereinbarung erfolgte der neue Auftrag für das Errichterschiff im Februar 2012. Die Sietas-Werft als Architekt und Integrator lieferte das Errichterschiff zusammen mit ihrem ehemaligen Tochterunternehmen Neuenfelder Maschinenfabrik (NMF) ab, das zwischenzeitlich vom norwegischen Unternehmen der TTS Group übernommen wurde. NMF stattete das Schiff mit einem Offshore-Spezialkran mit bis zu 900 t Hubkraft aus.
Die Kiellegung des Schiffes erfolgte am 23. Dezember 2011. Der Rumpf wurde am 30. März 2013 ausgedockt und das Schiff am 17. Februar 2014 an den Auftraggeber übergeben. Die Ablieferung der Aeolus war ursprünglich für Ende Juli 2013 geplant. Nach der Ablieferung wurden auf der Lloyd-Werft in Bremerhaven die Hubbeine installiert. Das Schiff wurde am 21. Juni 2013 in Rotterdam getauft. Taufpatin war die Ehefrau des Bürgermeisters der Stadt Rotterdam.
Die Option auf den Bau eines zweiten Schiffs bei der Sietas-Werft wurde von der Van-Oord-Gruppe nicht eingelöst, da der Bau der Offshore-Windparks ins Stocken geriet.

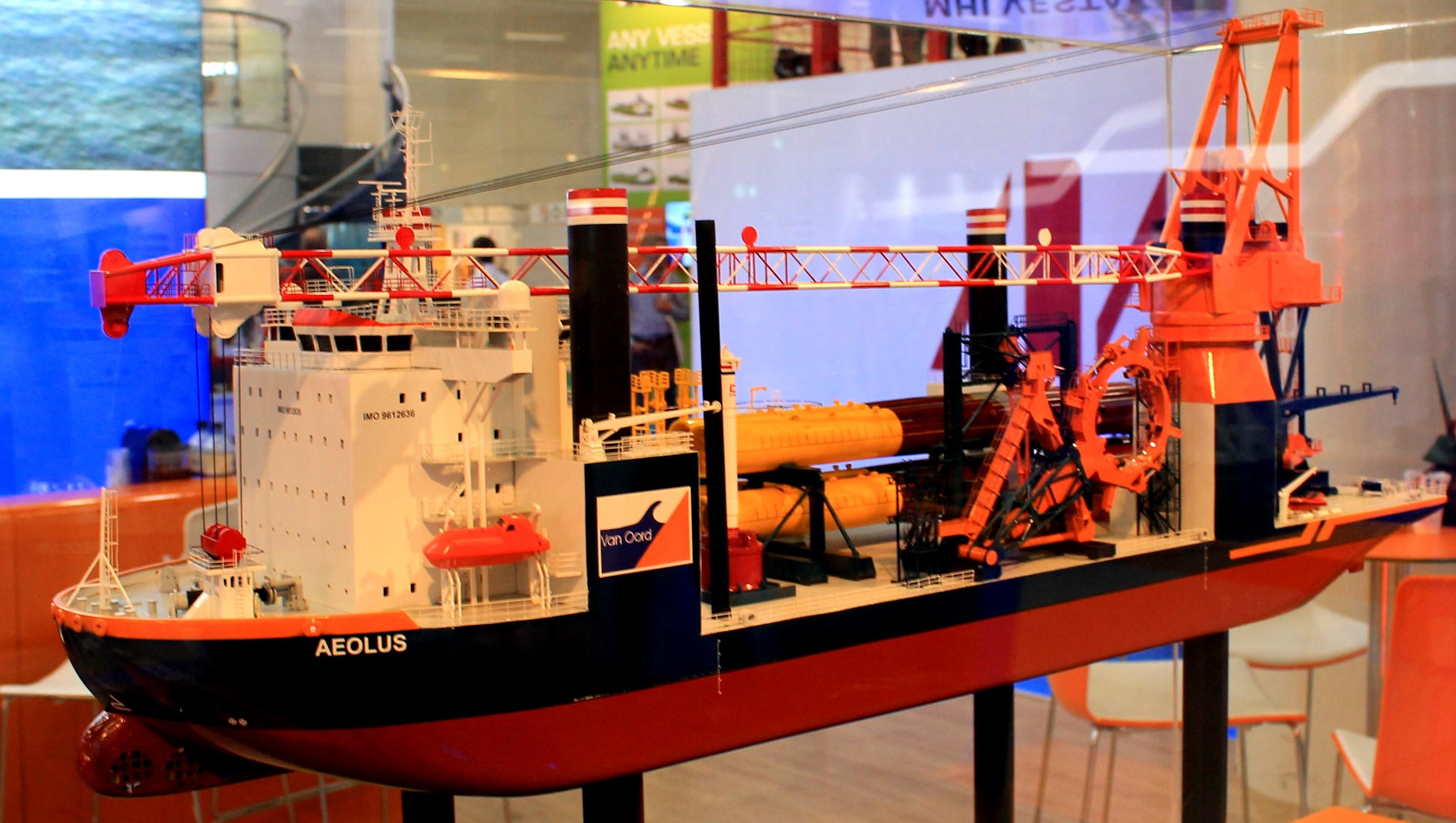
Modell der Aeolus von der Sietas-Werft

Die Aeolus ist 139,4 Meter lang und 38 Meter breit. Der Tiefgang beträgt 5,7 Meter. Das Schiff ist für den Einsatz in bis zu 45 Meter tiefem Wasser konzipiert. Es verfügt über eine Transportkapazität von 6.500 Tonnen (tdw) und eine 3200 m² große, flexibel nutzbare Decksfläche mit einem vollständig integriertem Kran, der 900 Tonnen Last bei einer Auslage von 30 Metern heben und bis zu einer Höhe von circa 120 Metern über Wasser arbeiten kann. Das Schiff ist mit 26 Einzel- und 24 Doppelkabinen für das Besatzungs- und Service-Personal, das mit 74 Personen angegeben wird, ausgestattet. Die große Erfahrung der Sietas-Werft im Bau von Schwergutschiffen führt zu der Besonderheit, dass die gute Stabilität der Aeolus im Hafen einen vollen Kranbetrieb ohne Jacking-Operation ermöglicht.
Vier Hauptmaschinen von Caterpillar mit je 4.500 kW verleihen dem Schiff zusammen mit vier Generatoren von Siemens über vier elektrische Fahrmotoren und Verstellpropeller eine Geschwindigkeit von 12 Knoten.

## Bilder

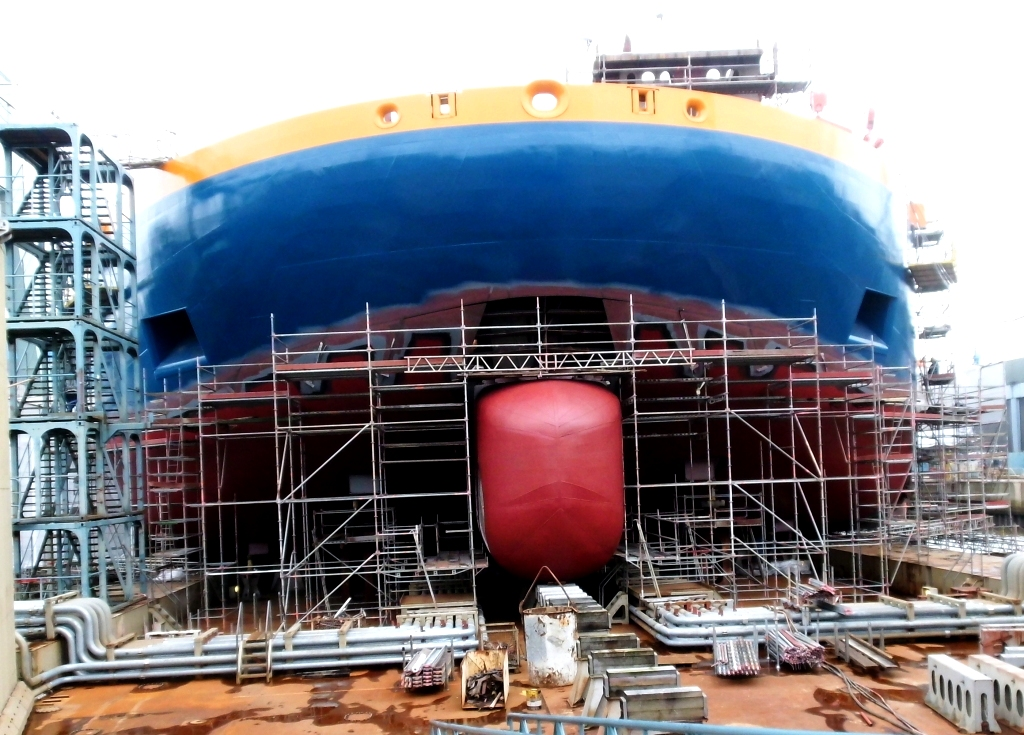
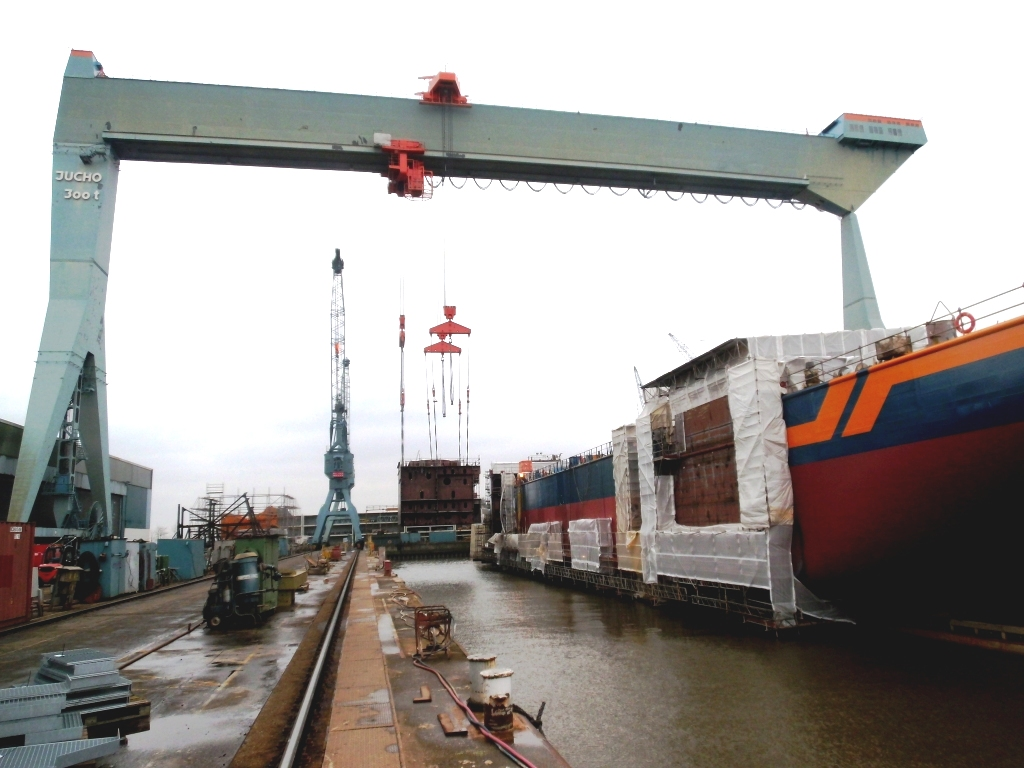
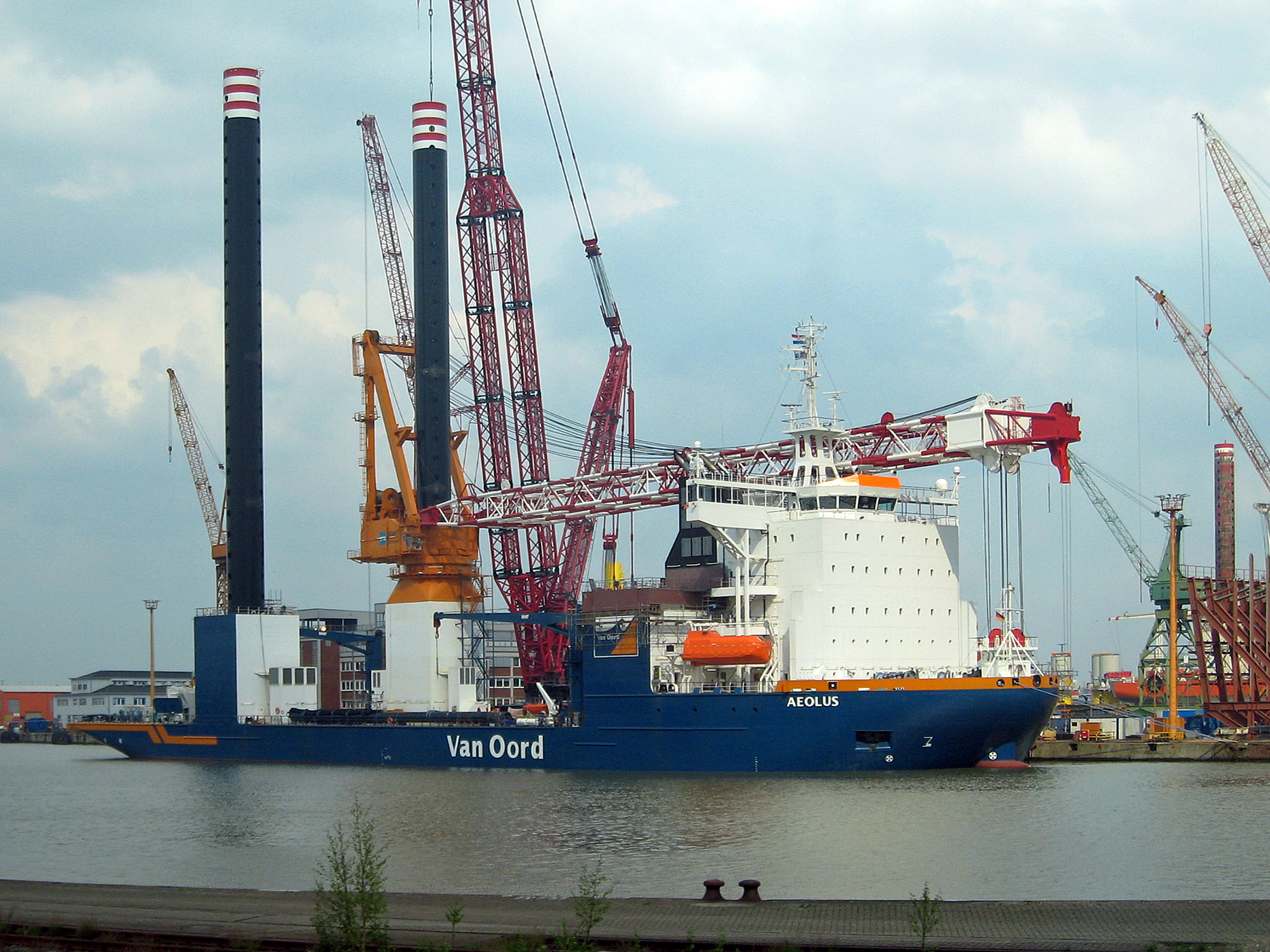
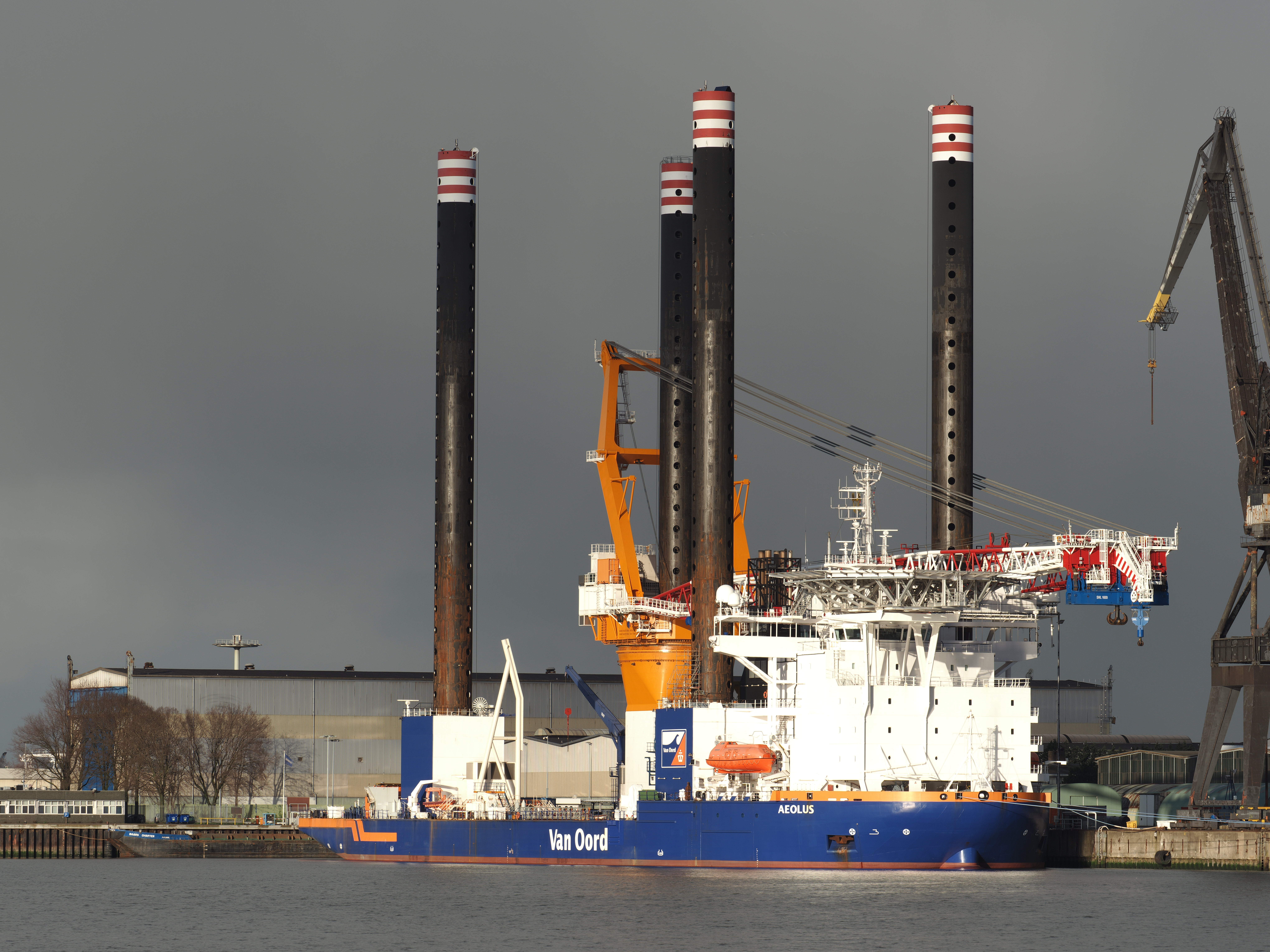